# Исак
Исак (хебр.  — „смејаће се”) је био један од тројице јеврејских патријарха у Старом завету. Према Библији Исаков отац је био Аврам, а мајка Сара. Исак се 70 пута помиње у Првој књизи Мојсијевој и још 33 пута у другим библијским књигама. Такође се помиње у Курану као исламски пророк.
Бог је заповедио Авраму да жртвује свог сина како би испитао његову послушност. Кад је видео да ће послушати заповест, спречио је жртвовање и потом благословио Аврама. Исак је био ожењен Ребеком, са којом је имао два сина, Исава и Јакова. Вероватно су живели у околини Бершеве. Касније у животу је Исак скоро потпуно ослепео, а умро је са 180 година.